# Kerkdorp (Oldebroek)
Kerkdorp is een klein plaatsje vlak bij Kampen. Het ligt in de gemeente Oldebroek, in de Nederlandse provincie Gelderland. Tot ca. 1845 was dit het eigenlijke dorp Oosterwolde dat na 1845 verplaatst is naar het veel hoger, en dus veiliger, gelegen gedeelte dat in de volksmond nog steeds Zandweg genoemd wordt.
In Kerkdorp stond tot 1845 de St. Nicolaaskerk uit de 14e eeuw (vandaar de naam Kerkdorp). Na blikseminslag werd de kerk gesloopt en werd een nieuwe kerk gebouwd aan de Zandweg (de huidige Groote Woldweg in Oosterwolde). Er staat nu geen kerk meer, maar toch heet het dorp nog Kerkdorp.

## Bekende inwoners
- Dries van Wijhe (1945), alias "Dolle Dries" en "de keizer van Kerkdorp", marathonschaatser

Dorpen: Hattemerbroek · Kerkdorp · 't Loo · Noordeinde · Oldebroek · Oosterwolde · Wezep

Buurtschappen: Bovenveen · Duinkerken · Eekt · Mullegen · Posthoorn · Trutjeshoek · Voskuil · Zuideinde (deels)

Gelderland: Steden en dorpen in Gelderland      Nederland: Provincies · Gemeenten